# Illicium griffithii
Illicium griffithii är en tvåhjärtbladig växtart som beskrevs av Joseph Dalton Hooker och Thomson. Illicium griffithii ingår i släktet Illicium och familjen Schisandraceae. Inga underarter finns listade.